# Бінік-Етабль-сюр-Мер
Бінік-Етабль-сюр-Мер (фр. Binic-Étables-sur-Mer) — муніципалітет у Франції, у регіоні Бретань, департамент Кот-д'Армор. Бінік-Етабль-сюр-Мер утворено 1-3-2016 шляхом злиття муніципалітетів Бінік i Етабль-сюр-Мер. Адміністративним центром муніципалітету є Етабль-сюр-Мер. Населення — 6881 особа (01.01.2021).